# Madness (gruppo musicale)
I Madness sono un gruppo musicale 2 tone ska britannico nato nel quartiere di Camden, nel nord di Londra, nel 1976.
Si tratta di una delle principali formazioni 2 tone ska, assieme ai Bad Manners, The Specials, The Selecter e The Beat. Ad oggi continuano ad esibirsi con sei dei sette membri della formazione originale.
I Madness raggiunsero il loro maggiore successo nei primi anni '80: insieme agli UB40, i Madness passarono 214 settimane nella classifica dei singoli nel corso del decennio, detenendo così il record per il gruppo con il maggior numero di settimane nella classifica inglese dei singoli negli anni '80. Tutto questo, per altro, in un periodo di tempo limitato (1980–1986). I Madness hanno raggiunto la top ten inglese con 15 singoli, tra i quali "One Step Beyond", "Baggy Trousers" e "It Must Be Love", un numero uno con "House of Fun" e due numeri uno in Irlanda con "House of Fun" e "Wings of a Dove". "Our House" fu invece il loro maggior successo negli Stati Uniti. Nel 2000 la band ricevette l'Ivor Novello Award dalla British Academy of Songwriters, Composers and Authors (Outstanding Song Collection).

## Storia

### 1976-78: la nascita
Il nucleo della formazione nacque nel 1976 con il nome di The North London Invaders ed era costituita da Mike Barson (Monsieur Barso) alla voce e alla tastiera, Chris Foreman (Chrissy Boy) alla chitarra e Lee Thompson (Kix) al sax ed alla voce. In seguito si aggiunsero John Hasler alla batteria e Cathal Smyth (noto come Chas Smash) al basso. Più tardi ancora arrivò il cantante Dikron Tulane.
La formazione con sei membri durò fino al 1977, quando Graham McPherson (noto come Suggs) assunse la guida della band dopo averla vista esibirsi nel giardino di un amico. Sostituì Tulane che si diede alla carriera di attore con il nome di Dikran Tulaine. Smyth abbandonò il gruppo dopo una litigata con Barson e fu sostituito da Gavin Rodgers, il fratello della fidanzata dello stesso Barson. McPherson invece fu espulso dalla band in quanto troppo spesso preferiva guardare le partite del Chelsea anziché andare alle prove. Thompson abbandonò il gruppo dopo aver ricevuto delle critiche da Barson sul suo modo di suonare il sax.
Nel 1978 il gruppo riammise McPherson dopo aver sostituito temporaneamente Hasler (che era passato alle voci dopo l'espulsione di McPherson). Anche Thompson ritornò dopo essersi riappacificato con Barson. Anche il batterista Daniel Woodgate (Woody) ed il bassista Mark Bedford (Bedders) entrarono nel gruppo al posto di Garry Dovey e Rodgers rispettivamente. Dopo aver brevemente cambiato il nome in Morris and the Minors, la band scelse il nuovo nome di Madness nel 1979, per omaggiare uno dei loro artisti ska/reggae preferiti, Prince Buster. I Madness restarono un sestetto fino al tardo 1979 quando Chas Smash rientrò nel gruppo per diventarne ufficialmente il settimo membro come corista e ballerino.

### 1979-81: i primi successi
Nel corso del 1979 la band cominciò a crearsi un seguito a Londra, esibendosi con regolarità al Dublin Castle a Camden Town. La prima incisione commerciale fu una composizione di Lee Thompson, "The Prince". Anche questa canzone, come il nome della band, era un chiaro omaggio all'idolo Prince Buster. Il singolo fu distribuito dalla 2 Tone Records, l'etichetta di Jerry Dammers, fondatore dei The Specials. Il brano ebbe un successo sorprendente, arrivando al 16º posto nella classifica dei singoli più venduti nel Regno Unito. Un'esecuzione live di "The Prince" al famoso show televisivo Top of the Pops permise ai Madness di conquistare notorietà presso il grande pubblico. I Madness andarono in tournée con le altre due band distribuite dalla 2 Tone, The Specials e The Selecter, prima di incidere il loro primo album.
L'album d'esordio fu One Step Beyond... e fu distribuito dalla Stiff Records e prodotto da Clive Langer e Alan Winstanley. . Nell'album erano inclusi una nuova versione di "The Prince" e della sua B-side "Madness", nonché il loro secondo e terzo singolo: "One Step Beyond" and "My Girl". Il brano che dava il titolo all'album era una cover dell'omonimo brano di Prince Buster, lato B della sua hit degli anni '60 "Al Capone". One Step Beyond... rimase nella classifica inglese per 78 settimane, raggiungendo la seconda posizione. Dopo l'uscita di "My Girl", la band ritenne di aver esaurito il materiale estraibile da One Step Beyond... e non produsse più singoli da quell'album. Cosa che non trovò però d'accordo Dave Robinson, il presidente della Stiff Records. Alla fine fu raggiunto un compromesso e la band decise di far uscire un EP comprendente una traccia dall'album e tre inediti. Il risultato fu Work Rest and Play, che era aperto dal brano "Night Boat to Cairo" estratto dall'album One Step Beyond. L'EP raggiunse il sesto posto nella classifica dei singoli più venduti in Inghilterra.
Alcune registrazioni dal vivo dei concerti dei Madness e degli altri gruppi della 2 Tone furono utilizzate nel film documentario e nell'album della relativa colonna sonora Dance Craze.
Nel 1980, il secondo album dei Madness, Absolutely raggiunse la seconda posizione nella Official Albums Chart senza però sfondare negli Stati Uniti, dove il gruppo aveva firmato per la Sire Records. Absolutely conteneva quella che sarebbe diventata una delle più grandi hit dei Madness, "Baggy Trousers", che raggiunse la terza posizione nella classifica inglese dei singoli. "Embarrassment" raggiunse la quarta posizione ed il brano strumentale "The Return of the Los Palmas 7" arrivò alla settima. Nonostante le recensioni fossero state meno entusiastiche di quelle per One Step Beyond..., erano comunque in gran parte positive. Robert Christgau diede all'album un positivo "B", mentre la rivista Rolling Stone gli assegnò soltanto una stella su cinque. Rolling Stone era particolarmente feroce con il fenomeno dello ska revival, dichiarando che "The Specials non erano molto bravi" e che i Madness erano semplicemente "dei Blues Brothers con l'accento inglese".
Nel 1981 uscì un documentario intitolato Take It or Leave It in cui i membri dei Madness interpretano loro stessi nel ripercorrere la loro carriera dagli inizi fino a quel momento.

### 1981–83: cambio di direzione
Nel 1981 il terzo album dei Madness, 7, raggiunse la quinta posizione della UK albums chart e da esso furono estratti tre singoli: "Grey Day" (4° nell'aprile 1981), "Shut Up" (7° nel settembre 1981) e "Cardiac Arrest" (14° nel febbraio ). In un articolo del 1979 Chris Foreman aveva affermato che la musica della band si sarebbe evoluta nel tempo e che lo stile sarebbe cambiato. Questo album, contrariamente ai due precedenti, ancora legati al two-tone, confermò la previsione. 7 fu una sorta di cambio di direzione, l'interpretazione vocale di Suggs cambiò profondamente ed il suo forte accento, caratteristico negli album precedenti, si affievolì notevolmente.  L'album si allontanò dal sound influenzato dallo ska di One Step Beyond... e di Absolutely per dirigersi verso un sound più pop; una tendenza che proseguì negli album successivi.
Verso la fine del 1981 i Madness pubblicarono uno dei brani riconosciuti: una cover della hit del 1971 "It Must Be Love" di Labi Siffre. La canzone raggiunse la quarta posizione in Inghilterra e nel 1983 la posizione n. 33 nelle classifiche americane. Nel 1982 i Madness pubblicarono la loro unica numero uno, "House of Fun", che suonarono dal vivo nella serie televisiva The Young Ones e che raggiunse anch'essa la prima posizione nella classifica degli album, all'interno della loro prima compilation, Complete Madness.
Nel novembre 1982 uscì il quarto album, The Rise & Fall, che fu ben accolto in patria ma non fu nemmeno distribuito negli Stati Uniti. Tuttavia, molti dei suoi brani vennero inseriti in una compilation destinata al mercato americano, Madness, compresa "Our House", all'epoca il loro singolo più noto a livello internazionale. "Our House" raggiunse la quinta posizione in Inghilterra e la settima negli Stati Uniti. Anch'essa fu eseguita dal vivo nella serie The Young Ones. Molti critici paragonarono The Rise & Fall a Village Green Preservation Society dei The Kinks e, in chiave retrospettiva, anche questo album è considerato un concept album. Nell'album era compresa anche "Primrose Hill", simile a "Strawberry Fields Forever" dei Beatles sia per via del contenuto psichedelico che per la tipologia di arrangiamento.

### 1983–86: declino e scioglimento
Nel 1983 il singolo "Wings of a Dove" raggiunse il 2º posto nella UK charts, seguita da "The Sun and the Rain" (5° nel novembre 1983). Il successivo album Keep Moving, raggiunse il 6º posto nel Regno Unito ed i due singoli estratti entrarono nella Top 20. L'album ebbe critiche positive e la rivista Rolling Stone gli assegnò quattro stelle su cinque, plaudendo la rinnovato sound del gruppo. Un netto miglioramento rispetto alle critiche negative su Absolutely.
Il 5 ottobre 1983 la band stava provando e stava discutendo sulla possibilità di partecipare ad una serie televisiva scritta per loro da Ben Elton e Richard Curtis. In quel momento Barson informò il resto del gruppo che lui non vi avrebbe preso parte, perché si era stancato della musica e voleva passare più tempo con la moglie, con la quale si era recentemente trasferito ad Amsterdam. Barson fu d'accordo nel finire le registrazioni per l'album Keep Moving; abbandonò il gruppo dopo un'ultima esibizione sul palco del Lyceum Ballroom il 21 dicembre 1983. Il suo posto fu preso da James Mackie, che fece la sua prima apparizione nel programma televisivo americano Saturday Night Live il 14 aprile 1984. Dopo aver lasciato la band, Barson torno in Inghilterra per girare i videoclip di due brani che aveva registrato, "Michael Caine" and "One Better Day". L'addio ufficiale avvenne nel giugno 1984 dopo l'uscita di "One Better Day", anche se aveva già smesso di suonare con la band nel 1983. Paul Carrack prese il suo posto per una tournée americana nel 1984. I restanti sei membri dei Madness abbandonarono la Stiff Records e fondarono una propria etichetta, la Zarjazz Records, una sotto-etichetta della Virgin Records. Sotto questa etichetta nel 1985 uscì il quinto album, Mad Not Mad, in cui le parti di tastiera di Barson furono suonate da Steve Nieve. Anni dopo, Suggs definì l'album "merda lucidata". L'album raggiunse il 16º posto nella UK charts, il risultato peggiore mai raggiunto prima. Nonostante i cattivi risultati di classifica, l'album fu inserito al 55º posto tra i Top 100 albums della storia da NME. I singoli dell'album andarono persino peggio, con "Yesterday's Men" al 18º posto mentre "Uncle Sam" e "Sweetest Girl" (una cover degli Scritti Politti) non entrarono nella Top 20, cosa mai successa prima ad un singolo dei Madness.
I Madness non gestivano soltanto una loro etichetta, ma anche un loro studio di registrazione, i Liquidator Studios. Lo studio si trova ancora in Caledonian Road a North London in quelli che erano una volta i locali del loro fan club. Realizzarono uno studio professionale a 24 tracce nello scantinato, il piano terra è adibito ad ufficio e ad area di sosta mentre le stanze ai piani di sopra vengono utilizzate per il missaggio. In questi studio la band ha registrato numerosi demo e b-side, nonché l'intero album The Madness del 1988. Tali studio sono stati utilizzati inoltre da Feargal Sharkey, The Farm, Apollo 440, The Potato 5, The Nutty Boys, The Deltones e The Butterfield 8 e sono ancora usati regolarmente da vari musicisti, compresi i componenti stessi dei Madness.
I Madness provarono a registrare un nuovo album ed incisero 11 tracce demo, tuttavia sorsero delle controversie musicali tra i membri della band e nel settembre 1986 essi annunciarono il loro scioglimento. Barson rientrò nel gruppo per registrare il singolo d'addio, "(Waiting For) The Ghost Train", ma non figurò nel relativo videoclip. Il gruppo si sciolse ufficialmente dopo l'uscita del singolo, che raggiunse il 18° nel Regno Unito.
Nel 1988 quattro membri dei Madness – Suggs, Chas Smash, Lee Thompson e Chris Foreman – a cui si aggiungono Jerry Dammers (ex The Specials), Steve Nieve e Bruce Thomas (entrambi già collaboratori di Elvis Costello con i The Attractions), fondarono una nuova band con il nome di The Madness.  Dopo un album omonimo e due singoli che non riuscirono ad entrare nella Top 40, la band si sciolse.

### 1992–2003: reunion e musical "Our House"
Verso la fine del 1991 venne ripubblicata "It Must Be Love" che raggiunse il 6º posto nella UK singles chart nel febbraio 1992. A seguito di ciò fu pubblicata una compilation di singoli, Divine Madness, che raggiunse il 1º posto nella classifica degli album. I Madness annunciarono un concerto di reunion, Madstock!, che si tenne al Finsbury Park di Londra l'8 ed il 9 agosto dello stesso anno. Si riformò il line-up originale, che si ritrovò così a suonare insieme per la prima volta da quando nel 1984 Barson aveva abbandonato il gruppo. Più di 75,000 spettatori affluirono al festival ed il movimento dei fans causò l'oscillazione di alcuni edifici turriti nelle vicinanze, che risuonarono alla stessa frequenza della musica.
Dopo questo ritorno, fu pubblicato un album live il cui singolo "The Harder They Come" (cover dell'omonimo brano di Jimmy Cliff del 1973) raggiunse il 44º posto in classifica, mentre l'album arrivò al 22º posto.
I Madness continuarono a riunirsi per il tour annuale di Natale e tenne altri tre Madstock! festivals nel 1994, 1996 e 1998. Nel 1998 i Madness tornarono negli Stati Uniti per il loro primo tour americano dal 1984. L'album live Universal Madness fu registrato all'Universal Amphitheatre di Los Angeles e pubblicato l'anno successivo. Nel 1999 i Madness pubblicarono il loro primo album in studio dal 1986, Wonderful. L'album raggiunse il 17º posto in Inghilterra mentre il relativo singolo, "Lovestruck", diede alla band il primo brano Top 10 dal 1983. Nessuno dei due singoli successivi, "Johnny The Horse" e "Drip Fed Fred", entrò però nei primi 40 posti.
Dal 28 ottobre 2002 al 16 agosto 2003 al Cambridge Theatre di Londra fu messo in scena un musical basato sulle canzoni dei Madness ed intitolato Our House. I Madness ebbero un ruolo nella produzione esecutiva mentre Suggs ebbe un ruolo nella spettacolo, interpretando il padre del protagonista. Il musical vinse un Olivier Award per il miglior nuovo musical del 2003, e la performance uscì anche su DVD il 1º novembre 2004. In precedenza c'era stato un altro musical basato sulle canzoni dei Madness, One Step Beyond!, written di Alan Gilbey, che ebbe una breve stagione al Theatre Royal Stratford East nel 1993 ed una rappresentazione al Putney Arts Theatre di Londra nel 2012.

### 2004–10: The Dangermen e The Liberty of Norton Folgate
Nel 2005 esce un nuovo album a nome Dangermen, nato da un'esperienza con il produttore giamaicano Dennis Bovell: si tratta di The Dangermen Sessions Vol. 1.
Nel 2006 il gruppo lavora su un nuovo disco accompagnato dal singolo Sorry. Nel 2009 esce The Liberty of Norton Folgate.

### 2011–15:Oui Oui Si Si Ja Ja Da Da
Nel settembre 2012 è la volta di Oui Oui Si Si Ja Ja Da Da.
Nell'ottobre 2014, Cathal Smyth, alias Chas Smash, dichiara di prendersi una pausa dai Madness per intraprendere una carriera da solista. Sebbene all'epoca le dichiarazioni non consideravano l'uscita dal gruppo come necessariamente definitiva, Smyth non è più tornato nei Madness negli anni trascorsi dall'annuncio.

### 2016–oggi:Can't Touch Us Now
Nel maggio 2016 la band ha annunciato il nuovo album Can't Touch Us Now. In supporto dell'album, in luglio i Madness si esibirono al Pyramid Stage del Glastonbury Festival. Il singolo "Mr. Apples" fu accompagnato da un video (il primo dal 2009) che ricevette il voto "A" dalla BBC Radio 2. Il brano "Herbert" fu distribuito come assaggio, accompagnato da un video animato. Altri singoli estratti sono stati "Can't Touch Us Now" e "Another Version of Me", anch'essi trasmessi dalla BBC Radio 2. L'album è entrato in classifica al quinto posto nell'ottobre 2016. Alla fine dell'anno i Madness iniziarono una tournée per i palazzetti del Regno Unito.
Nel corso del 2017 i Madness parteciparono a numerosi festival e concerti in giro per il mondo, comprese Europa continentale ed Asia. In agosto la band ha organizzato il suo secondo "House Of Common Festival" al Clapham Common; questa fu l'unica loro data dell'anno a Londra.
Nel 2018 la band ha intrapreso un tour estivo per palazzi signorili, prima di un tour natalizio per palazzetti previsto per dicembre 2018.

## Formazione
- Graham "Suggs" McPherson - voce
- Mike "Monsieur Barso" Barson - tastiere, piano, vibrafono, cori
- Lee "Kix" Thompson - sassofoni, percussioni, cori
- Mark "Bedders" Bedford - basso
- Daniel Woodgate - batteria, percussioni
- Carl "Chas Smash" Smyth - tromba, cori
- Chris "Chrissie Boy" Foreman - chitarra

## Discografia

### Album in studio
- One Step Beyond... (1979), UK #2
- Absolutely (1980), UK #2
- 7 (1981), UK #5
- The Rise & Fall (1982), UK #10
- Keep Moving (1984), UK #6
- Mad Not Mad (1985), UK #16
- The Madness (1988), UK #65
- Wonderful (1999), UK #17
- The Dangermen Sessions Vol. 1 (2005), #11 UK
- The Liberty of Norton Folgate (2009), #5 UK
- Oui Oui Si Si Ja Ja Da Da (2012), #10 UK
- Can't Touch Us Now (2016)
- Theatre of the Absurd Presents C'est la Vie (2023)

### Raccolte
- Complete Madness (1982), UK #1
- Madness (1983), UK #41
- Utter Madness (1986), UK #29
- It's... Madness (1990)
- It's... Madness Too (1991)
- Divine Madness (1992), UK #1
- Total Madness (2009), UK #11
- Ultimate Madness (2010), UK #27

### Live
- Madstock! (1992)
- Universal Madness (1999)

### Colonne sonore
- Our House (2002)

### EP
- Work Rest and Play (1980)
- The Peel Sessions (1986)